# Klaus Kübler (Leichtathlet)
Klaus Kübler (* 17. April 1959) ist ein ehemaliger deutscher Dreispringer.
Bei den Leichtathletik-Halleneuropameisterschaften wurde er 1980 in Sindelfingen Sechster und gewann 1981 in Grenoble Silber.
1977 und 1980 wurde er Deutscher Meister, 1978 und 1979 Deutscher Vizemeister. In der Halle holte er 1980, 1982 und 1983 den nationalen Titel und wurde 1981 Vizemeister.
Klaus Kübler startete bis 1978 für die LG Rems-Murr, danach für den SV Salamander Kornwestheim.

## Persönliche Bestleistungen
- Dreisprung: 16,91 m, 30. Mai 1981, Fürth
  - Halle: 16,77 m, 6. Februar 1981, Sindelfingen